# Stefan (biskup turowski)
Stefan (zm. po 1328) – prawosławny biskup turowski.

## Życiorys
Jedyna wzmianka o nim pochodzi z 1328. Jest to opis przebiegu soboru biskupów prawosławnej metropolii kijowskiej, jaki odbył się w wymienionym roku we Włodzimierzu Wołyńskim. Biskup turowski był jednym z pięciu jego uczestników, obok metropolity kijowskiego Teognosta, jak również biskupów chełmskiego, łuckiego i przemyskiego. W czasie soboru Stefan wziął udział w chirotonii mnicha Atanazego na biskupa łuckiego. Jeszcze w 1328 Stefan brał także udział w elekcji mnicha Teodora na biskupa halickiego. Brak innych informacji o jego działalności.